# Julia Margaret Cameron

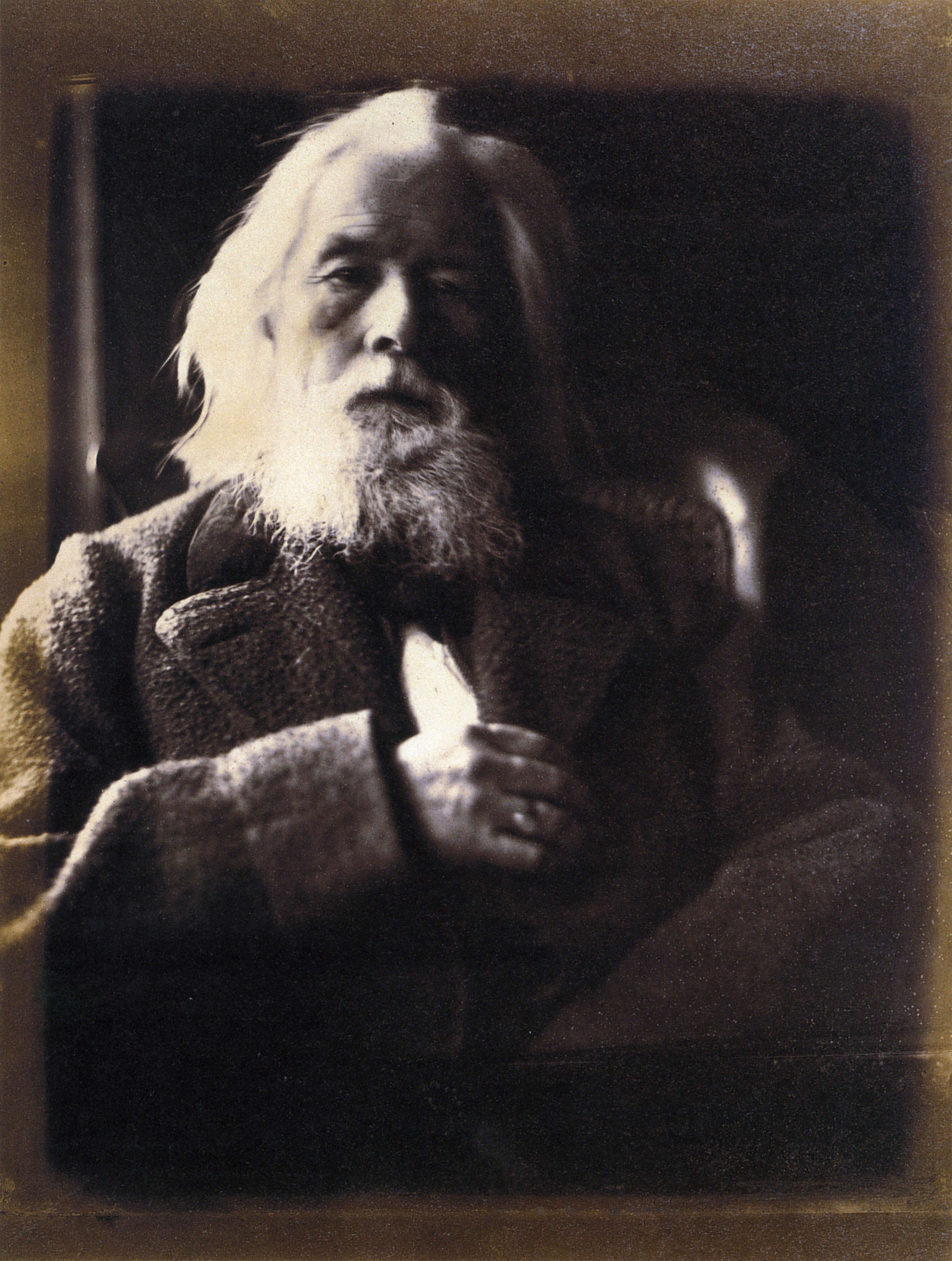
Julia Margarets make Charles Hay Cameron, fotograferad av henne 1864.

Julia Margaret Cameron, född Pattle den 11 juni 1815 i Calcutta i Indien, död 26 januari 1879 i Kalutara på Ceylon, var en brittisk fotograf. Hon räknas till pionjärerna inom 1800-talets fotografi. Hon är mest känd för sina personporträtt men arbetade även med både fotografiska iscensättningar och dokumentärt fotograferande.

## Biografi
Julia Margaret Cameron föddes i Calcutta. Hennes far var tjänsteman i Brittiska Ostindiska Kompaniet, och hennes mor var fransyska av adlig familj. Cameron utbildade sig i Frankrike men återvände 1838 till Indien och gifte sig med den tjugo år äldre Charles Hay Cameron, en brittisk jurist. När Charles Hay Cameron pensionerades 1848 flyttade familjen till London. I London kom de att umgås med konstnärer och författare i Julias syster Sarah Prinseps litterära salong i Kensington.
1860 besökte makarna Cameron sin vän poeten Alfred Tennyson i hans hus på ön Isle of Wight i Engelska kanalen. Hon blev så betagen av ön att familjen senare samma år bosatte sig i byn Freshwater på Isle of Wights västra udde.
Camerons fotografiska karriär började när hon 1863, 48 år gammal, fick en kamera av sin dotter. Hon blev helt och fullt engagerad i fotografiets konstnärliga och tekniska sidor. Redan inom ett år hade hon blivit medlem i the Photographic Societies of London and Scotland.
Cameron var en av de mest produktiva och framstående bland samtidens amatörfotografer. Hon fotograferade ett flertal av Englands mest kända personer samt iscensatte en mängd tablåer med historiska ämnen. Tack vare Camerons affärssinne är de flesta av hennes fotografier bevarade till eftervärlden; hon registrerade varje foto med upphovsrätt hos myndigheterna.
Camerons karriär var kort, drygt tio år. När familjen Cameron 1875 flyttade till Ceylon, där släkten drev en kaffe- och teplantage, upphörde hon så gott som helt med fotografering. Bristen på rent vatten och kemikalier samt avsaknaden av en marknad för distribution av hennes fotografier gjorde det svårt för henne att fortsätta verksamheten. Ytterst få bilder från denna period finns bevarade. De som finns kvar visar infödda ceylonbor, ibland i arrangerade poser, ibland mer dokumentära.
Julia Margaret Cameron avled i Kalutara på Ceylon år 1879.

## Camerons fotografi
"Jag längtade efter att fånga den skönhet som visade sig inför mig och när allt kommer omkring så har denna längtan tillfredsställts", skrev Julia Margaret Cameron i sin självbiografi 1874.
Cameron ville fånga skönheten i det hon såg och det framkommer tydligt i hennes sensuella och romantiska fotografier. Hon fotograferade gärna med motivet något ur fokus och med kort skärpedjup; detta ger hennes bilder en ”soft” och poetisk karaktär. Hennes stil bär på påtagliga influenser från den samtida konstnärsgruppen prerafaeliterna. (Jämför till exempel Camerons foto Alethea nedan med Millais målning Ofelia.)
Julia Margaret Cameron var inte märkbart uppskattad av sin samtid men hade stort stöd från familj och vänner. Bland annat fick hon av Alfred Tennyson uppdraget att illustrera hans versepos om Kung Artur, Idylls of the King, som publicerades 1875. 
Författaren Virginia Woolf, vars mor var en av Camerons modeller, och konstkritikern Robert Fry gav 1926 ut en samling av hennes fotografier. Mer allmänt känd blev Cameron först 1948 då den tyske historikern Helmut Gernsheim skrev boken Julia Margaret Cameron; her life and photographic work.
Julia Margaret Camerons fotografier kan i stort sett delas in i två kategorier; porträtt och iscensatta tablåer.

### Porträtt
Cameron fotograferade flera av Englands mest kända personer, bland andra Charles Darwin, Alfred Lord Tennyson, Robert Browning, John Everett Millais, William Michael Rossetti, Edward Burne-Jones, Ellen Terry och George Frederic Watts. Porträtten med sin mjuka oskärpa, täta beskärning, sensualism och intimitet har kommit att inspirera många av 1900-talets fotografer.

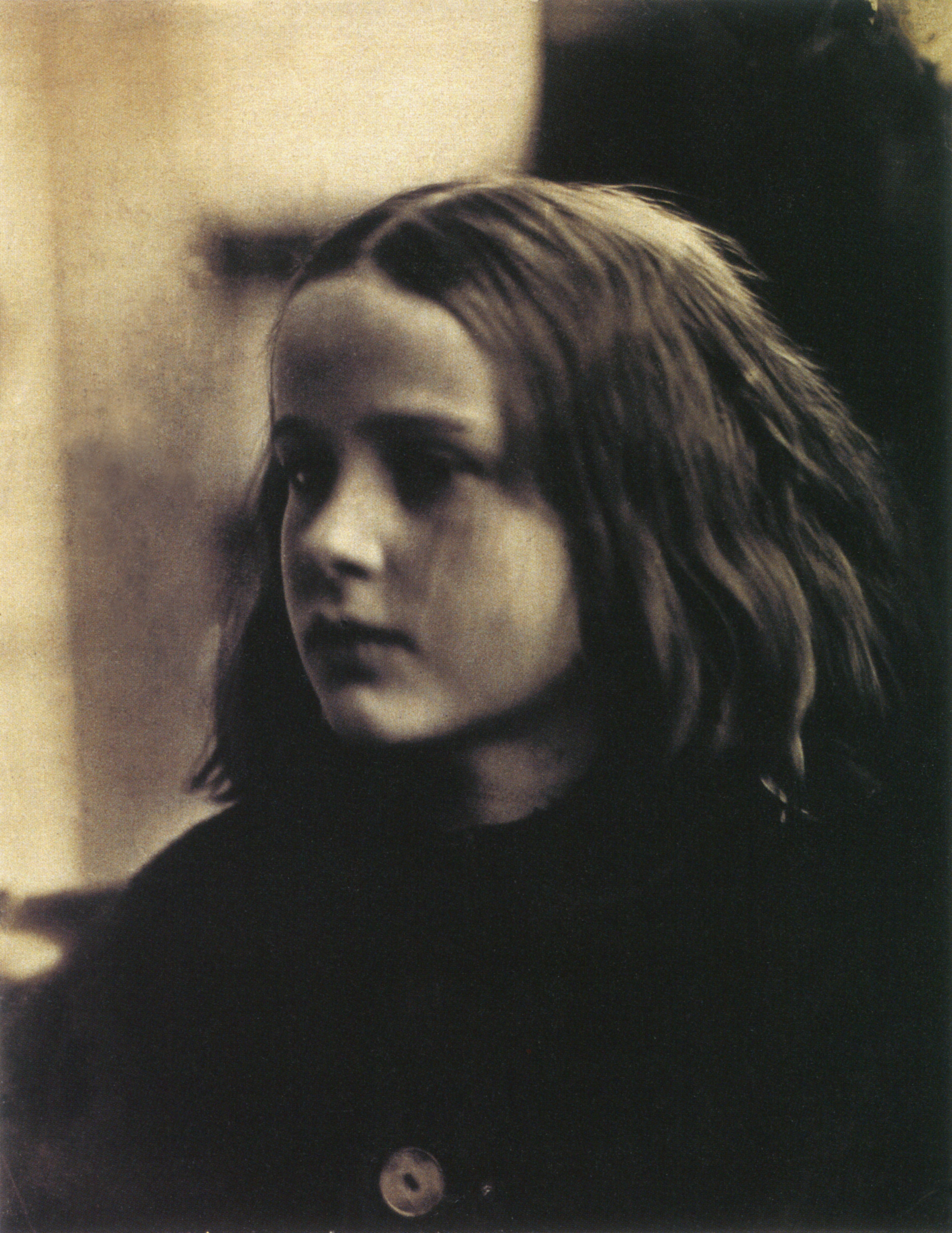
"Annie, my first success", den första bild Julia var nöjd med, 1864.
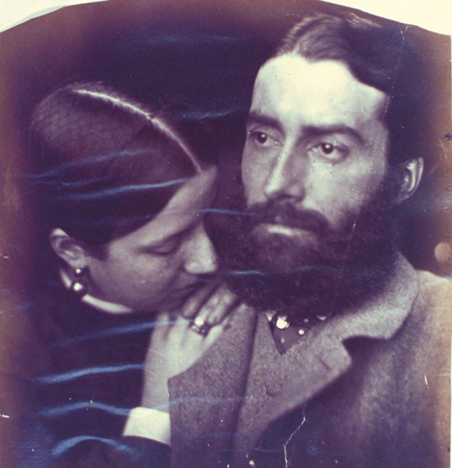
Julia och Charles Norman, 1864.
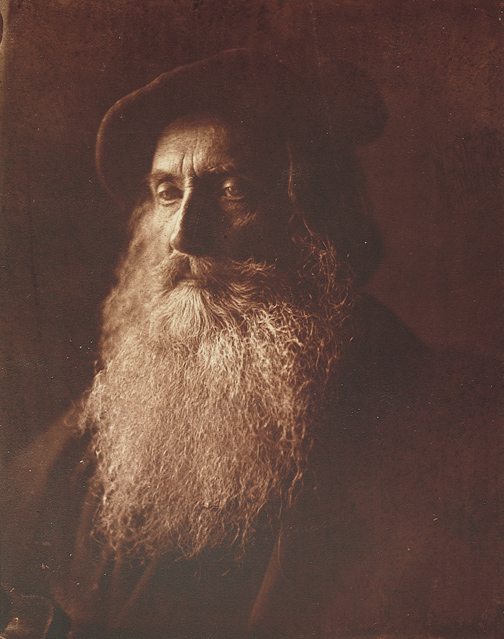
Sir Henry Taylor, 1865.
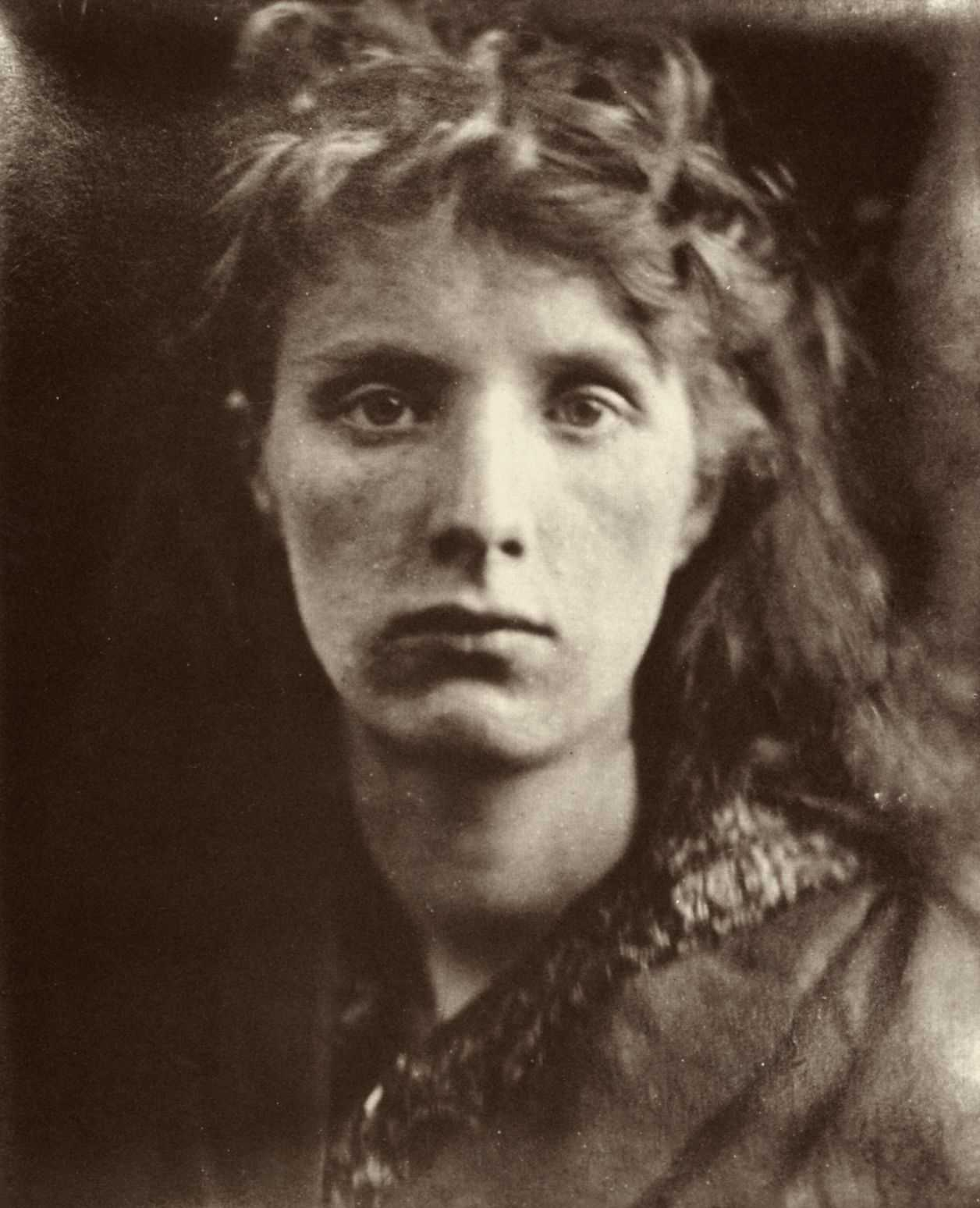
Julia Prinsep Jackson (Virginia Woolfs mor), 1866.
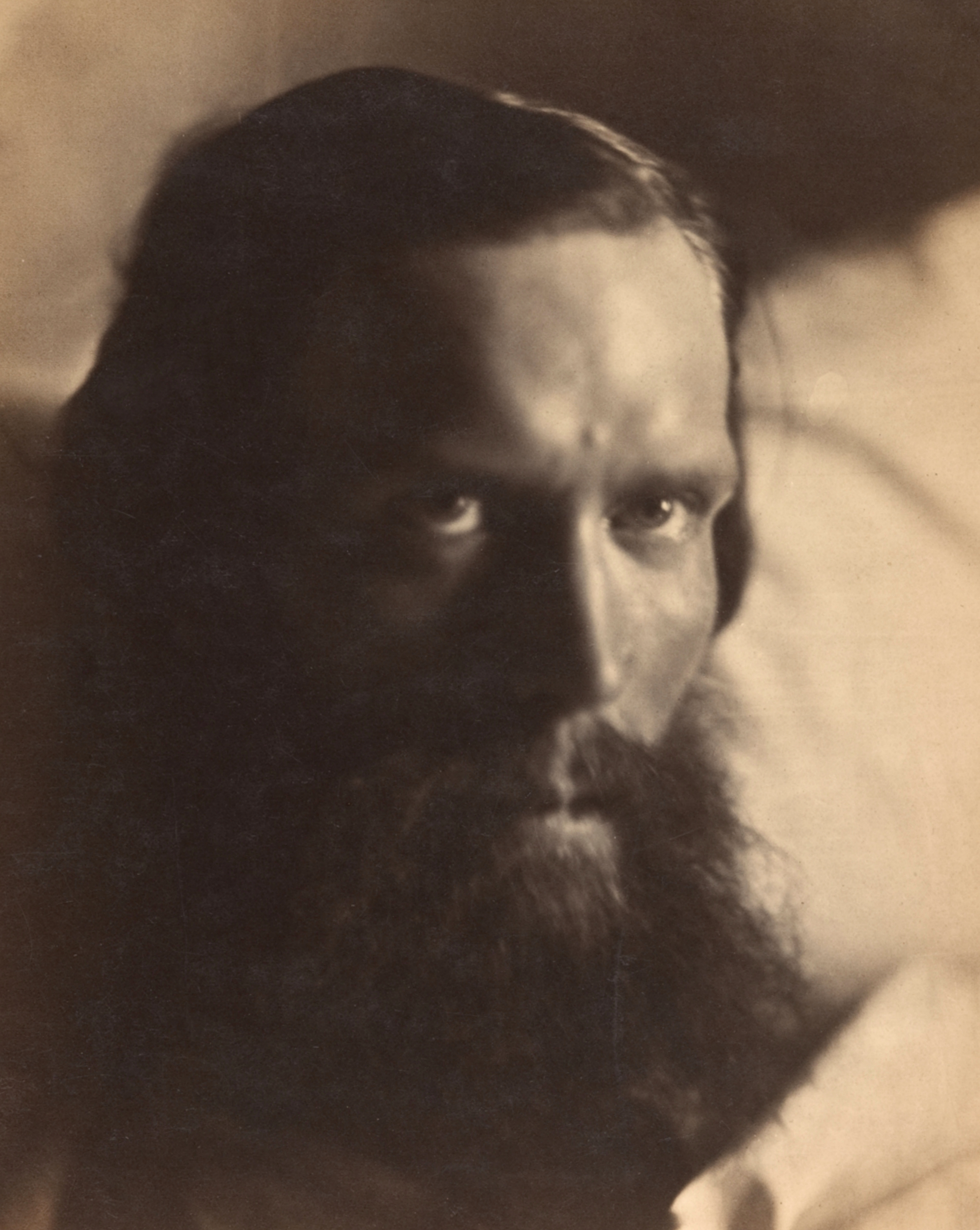
Philip Stanhope Worsley, 1866.
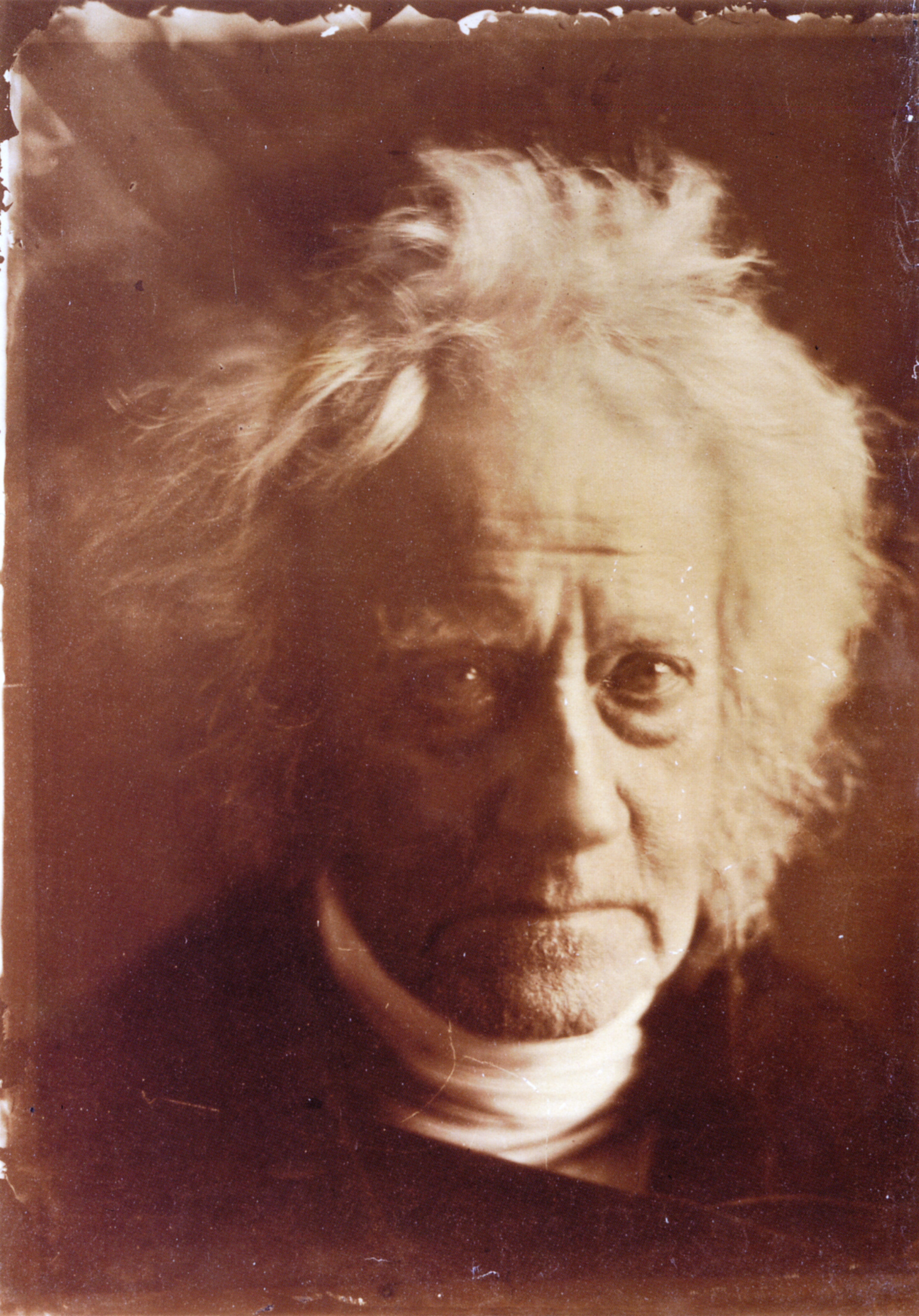
Sir John Herschel, 1867.
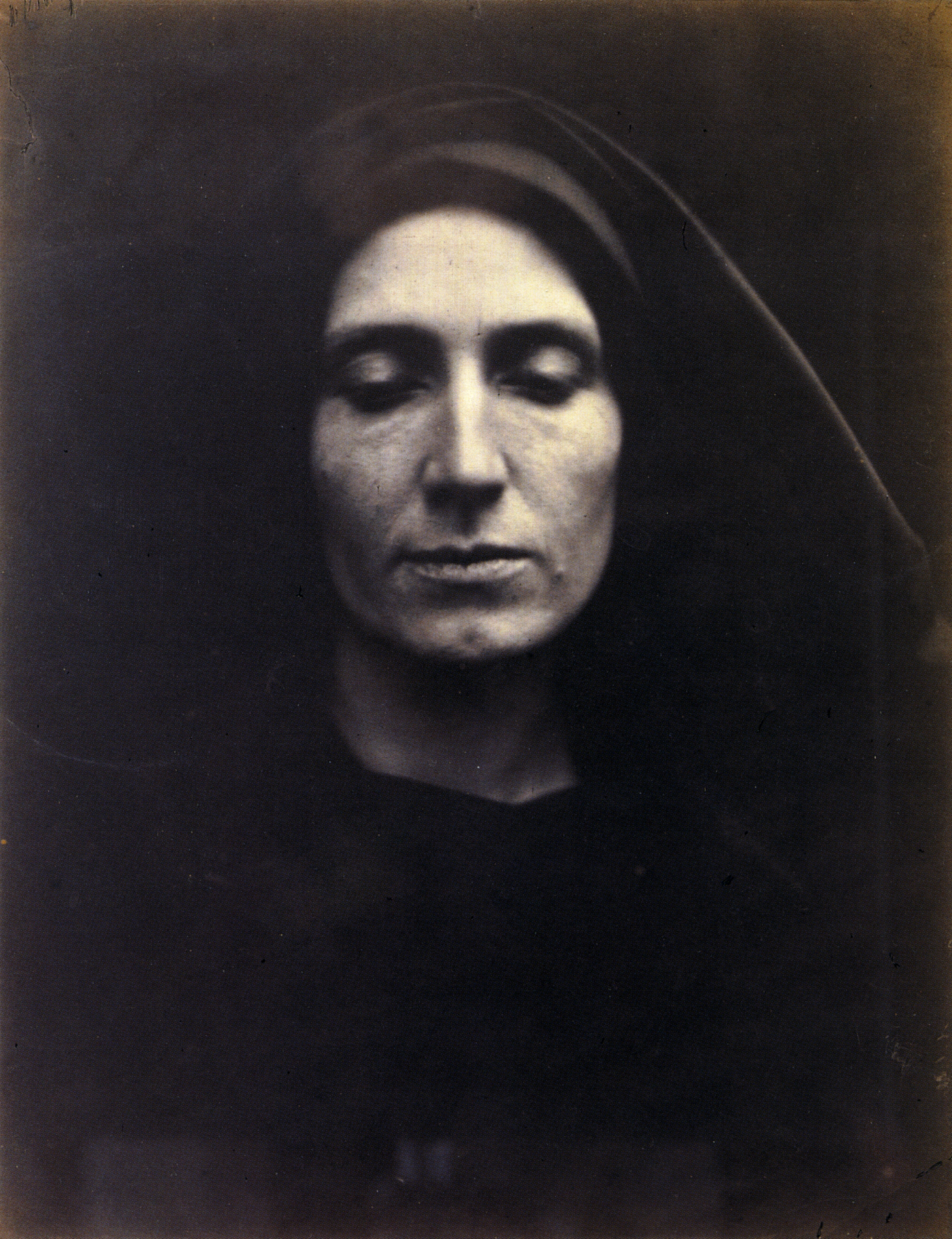
Okänd kvinna, 1868.
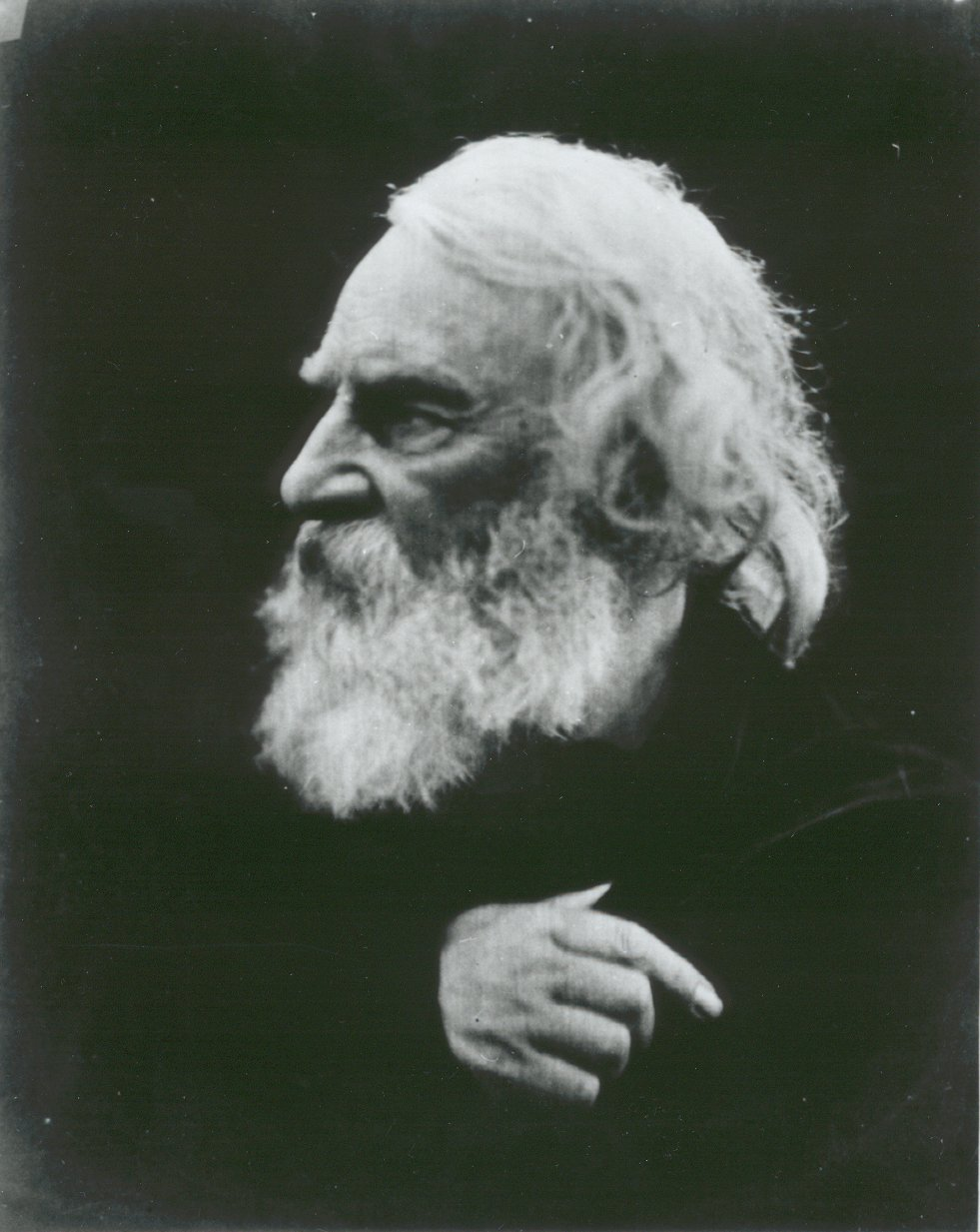
Henry Wadsworth Longfellow, 1868.
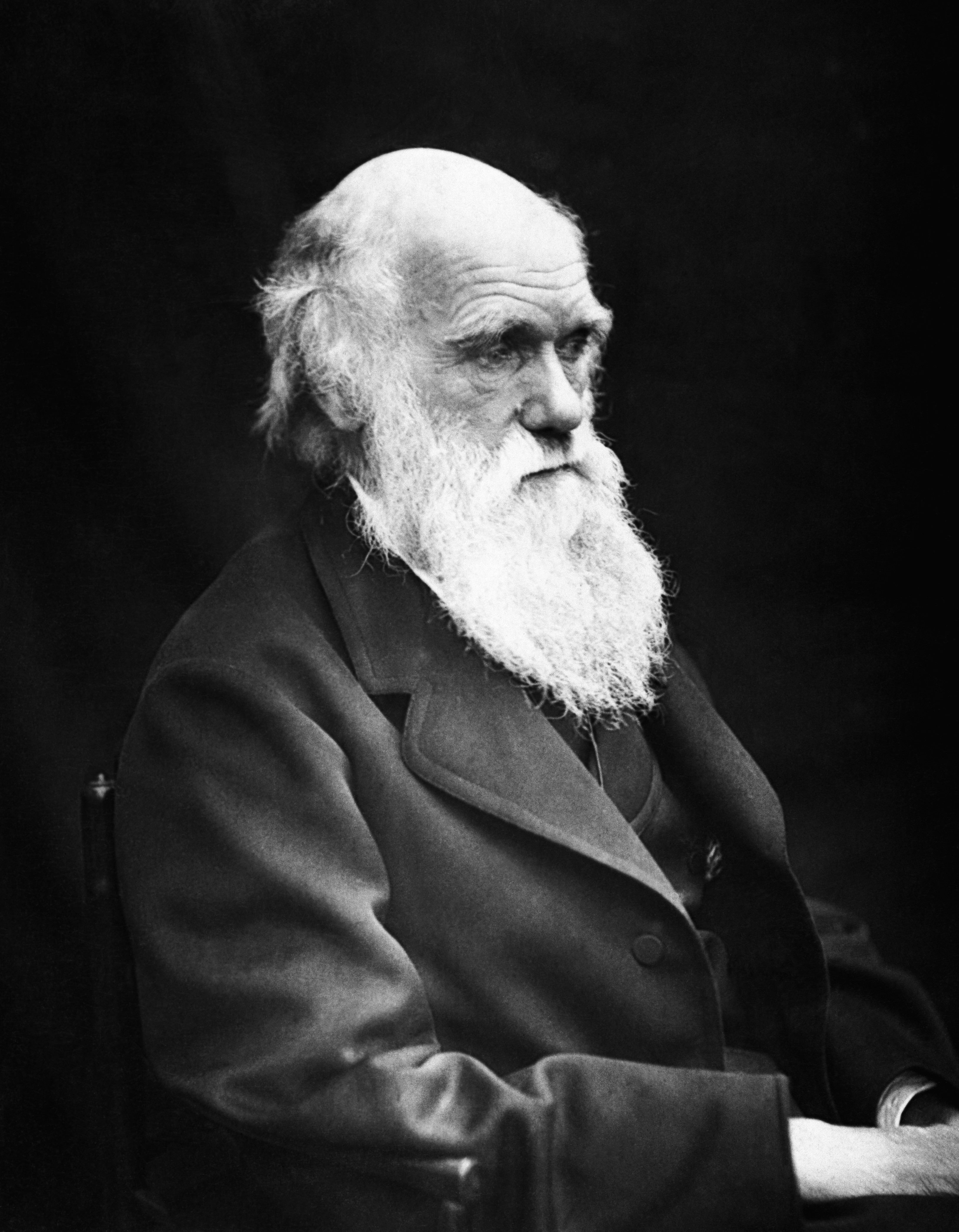
Charles Darwin.

### Iscensatta bilder
I samklang med tidens romantiska strömningar gjorde Cameron iscensättningar kring historiska och mytologiska personer. I dag framstår kanske dessa tablåer som tillgjorda och konventionella, men Cameron själv betraktade dem som konst och ett slags fotografiskt måleri. Ibland bearbetade hon plåtar och kopieringspapper så att bilderna fick en mer målerisk karaktär.

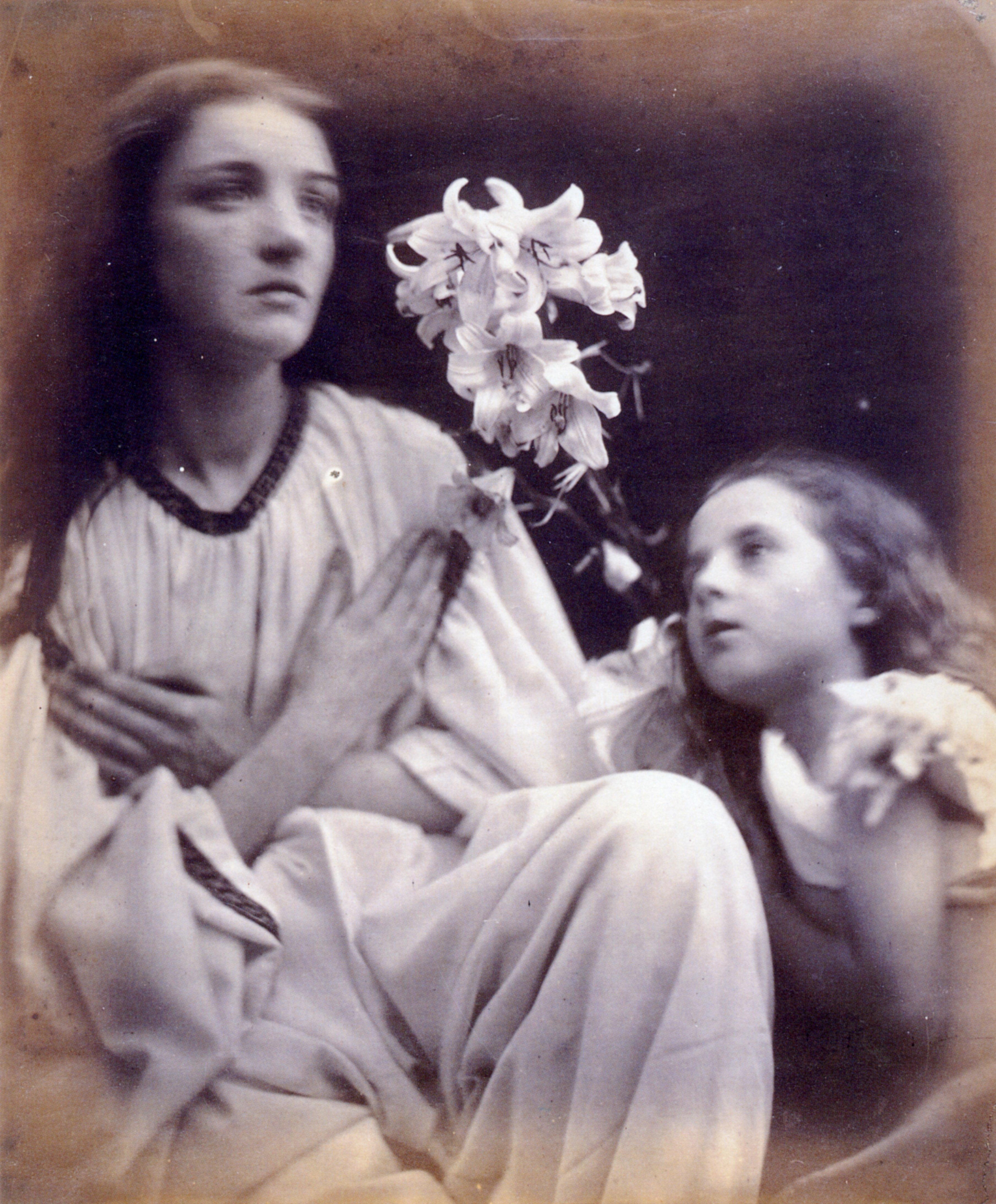
The manner of Francia, 1865.
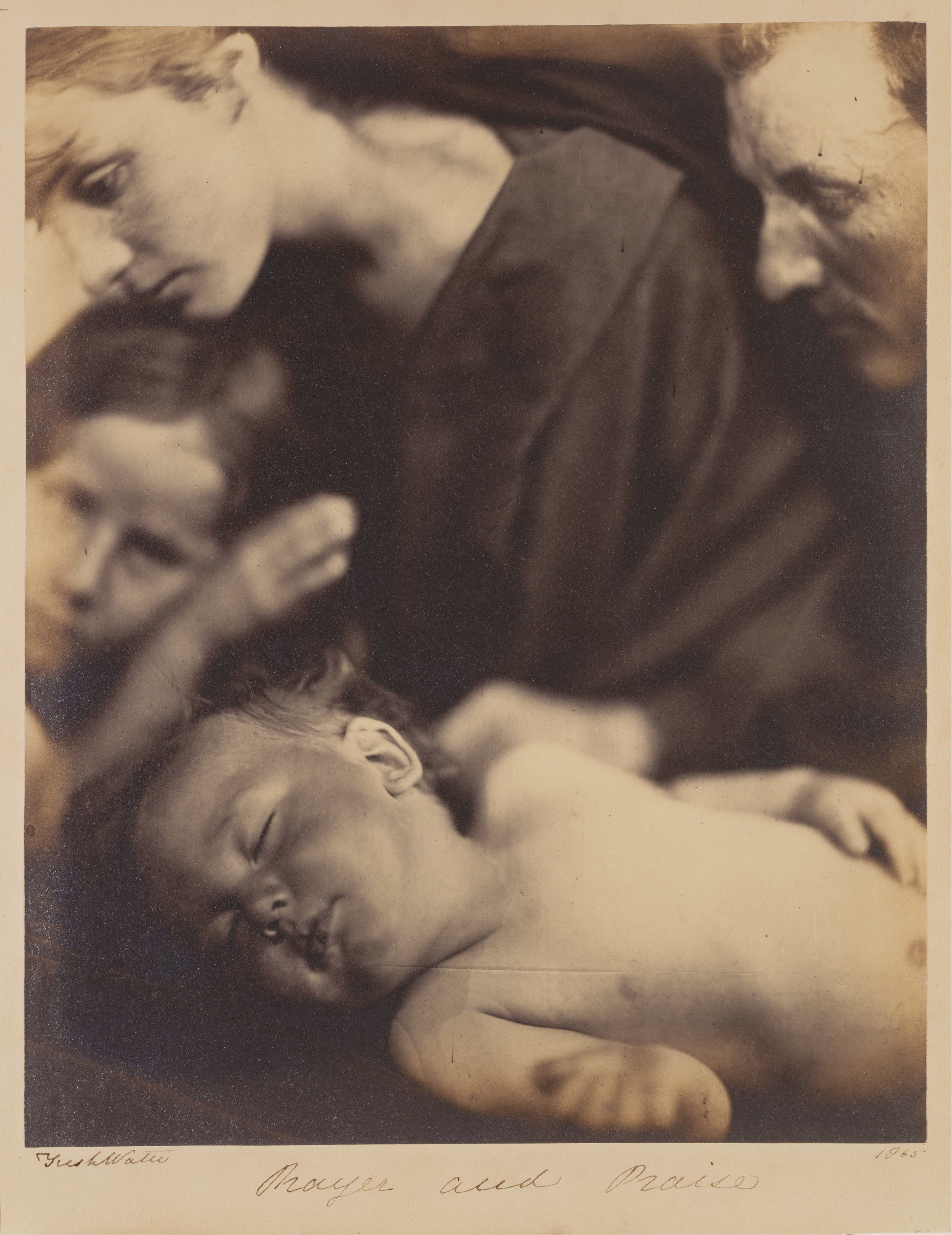
Prayer and Praise, 1865.
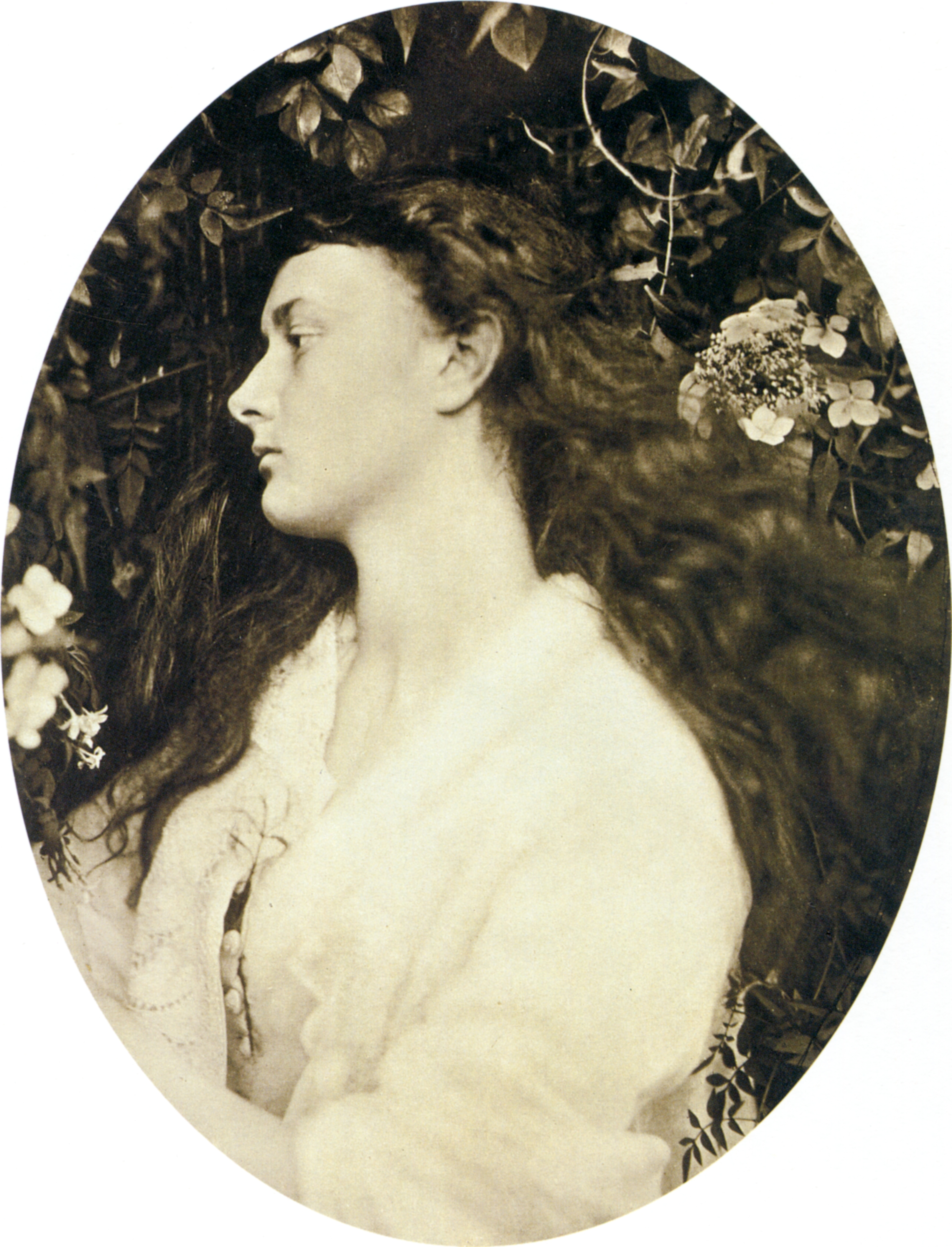
Alethea (Alice Pleasance Liddell), 1872.
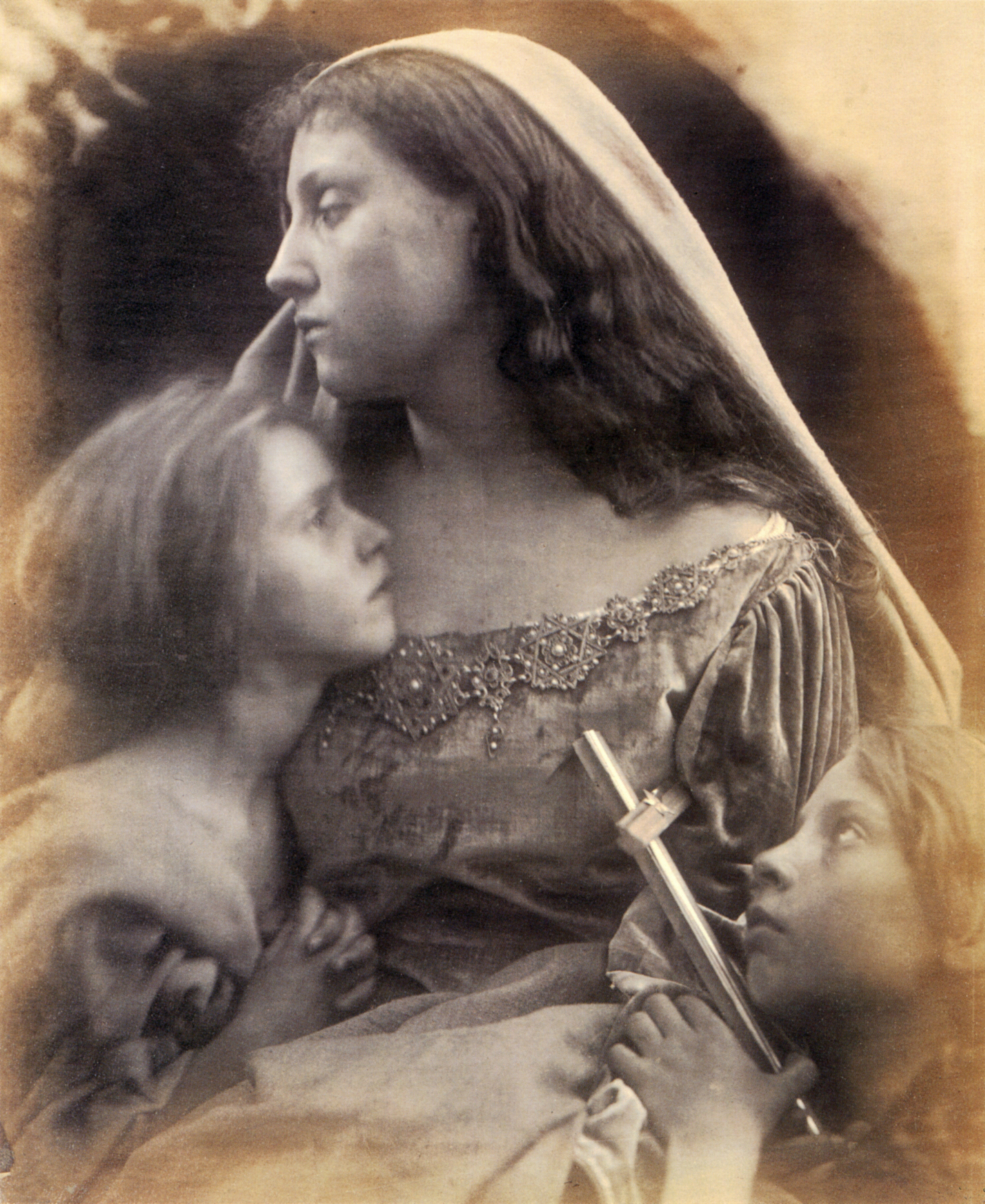
A Holy Family, 1872.
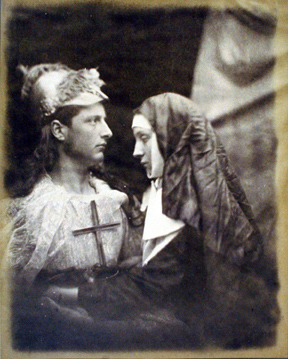
Sir Galahad and the Nun, 1874.
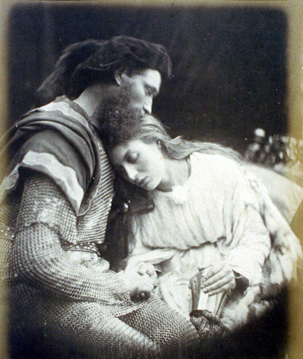
The Parting of Sir Lancelot and Queen Guinevere, 1874-1875.

### Bilder från Ceylon
Efter flytten till Ceylon 1875 fotograferade Julia Margaret Cameron de människor hon mötte på och runt plantagen. Ytterst få av dessa fotografier finns bevarade.

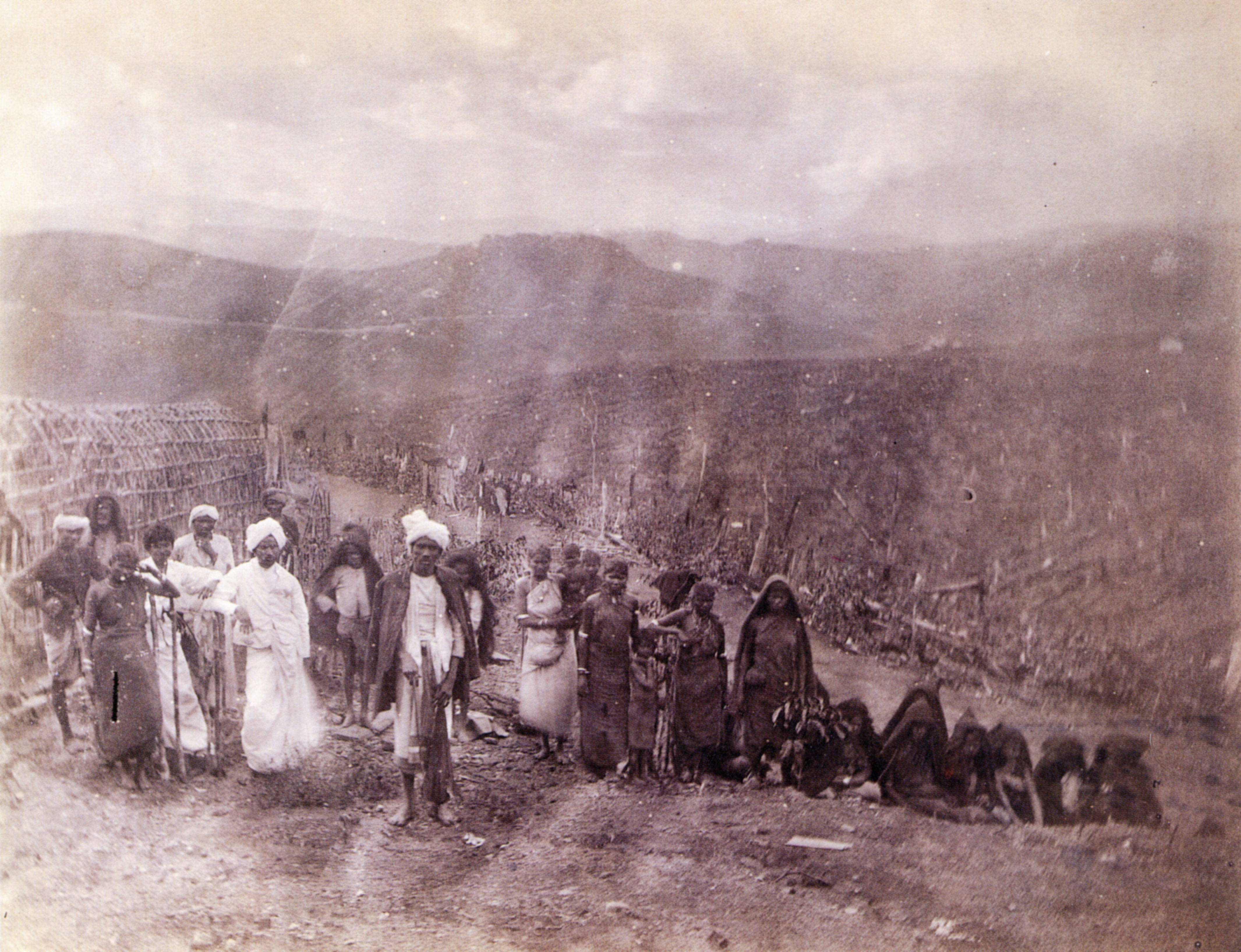
Plantagearbetare, 1875.
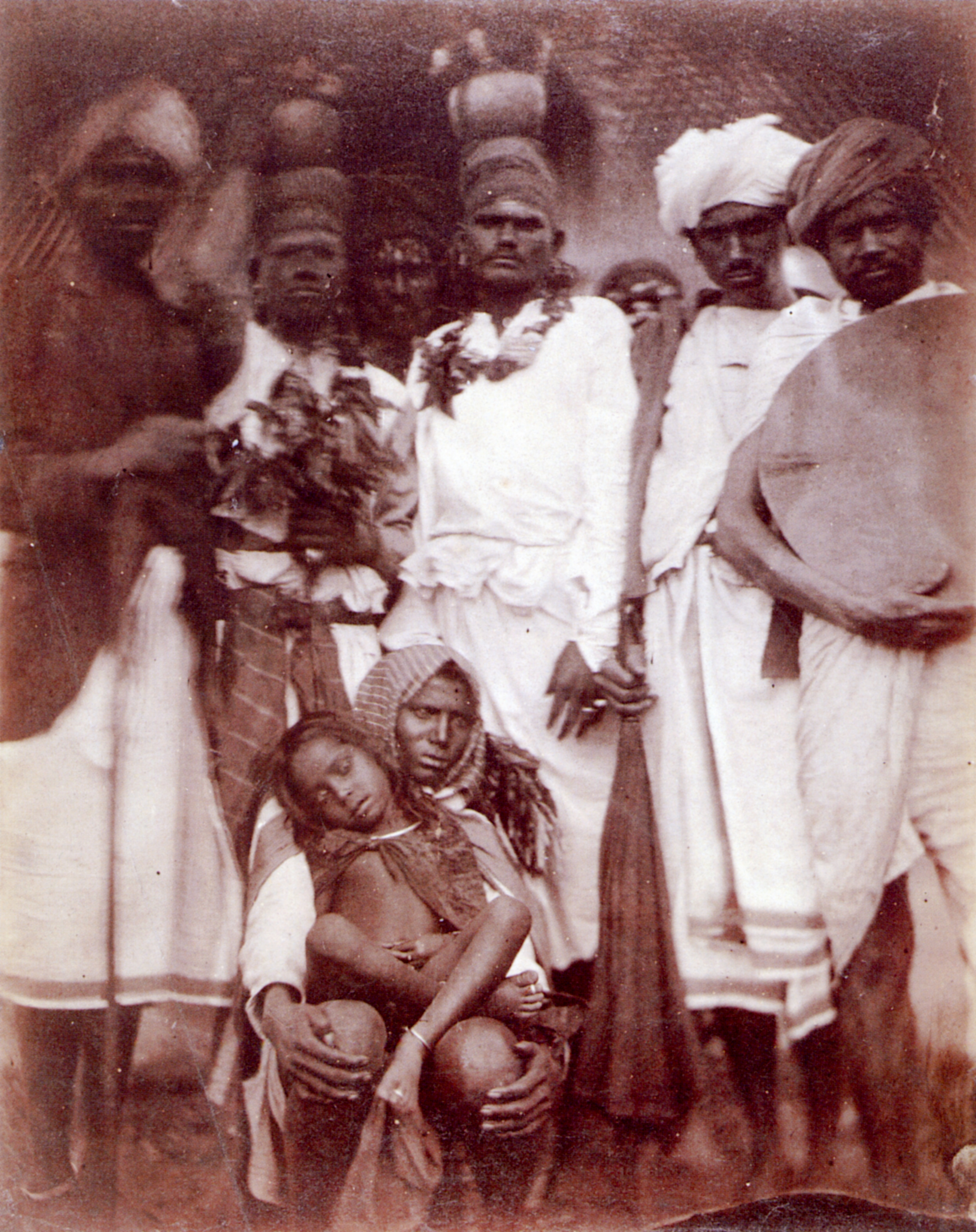
Utan titel, 1875.
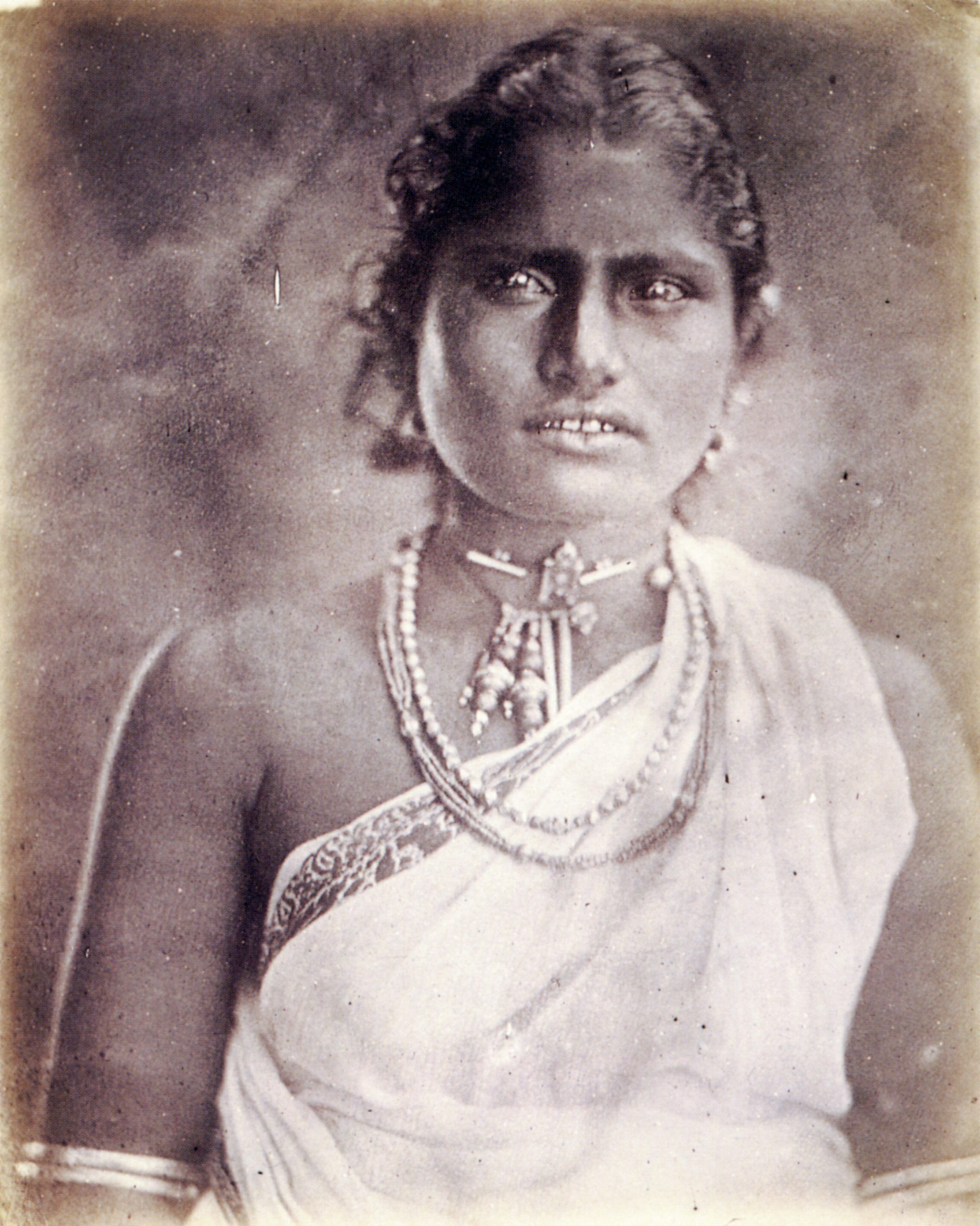
Utan titel, 1875.
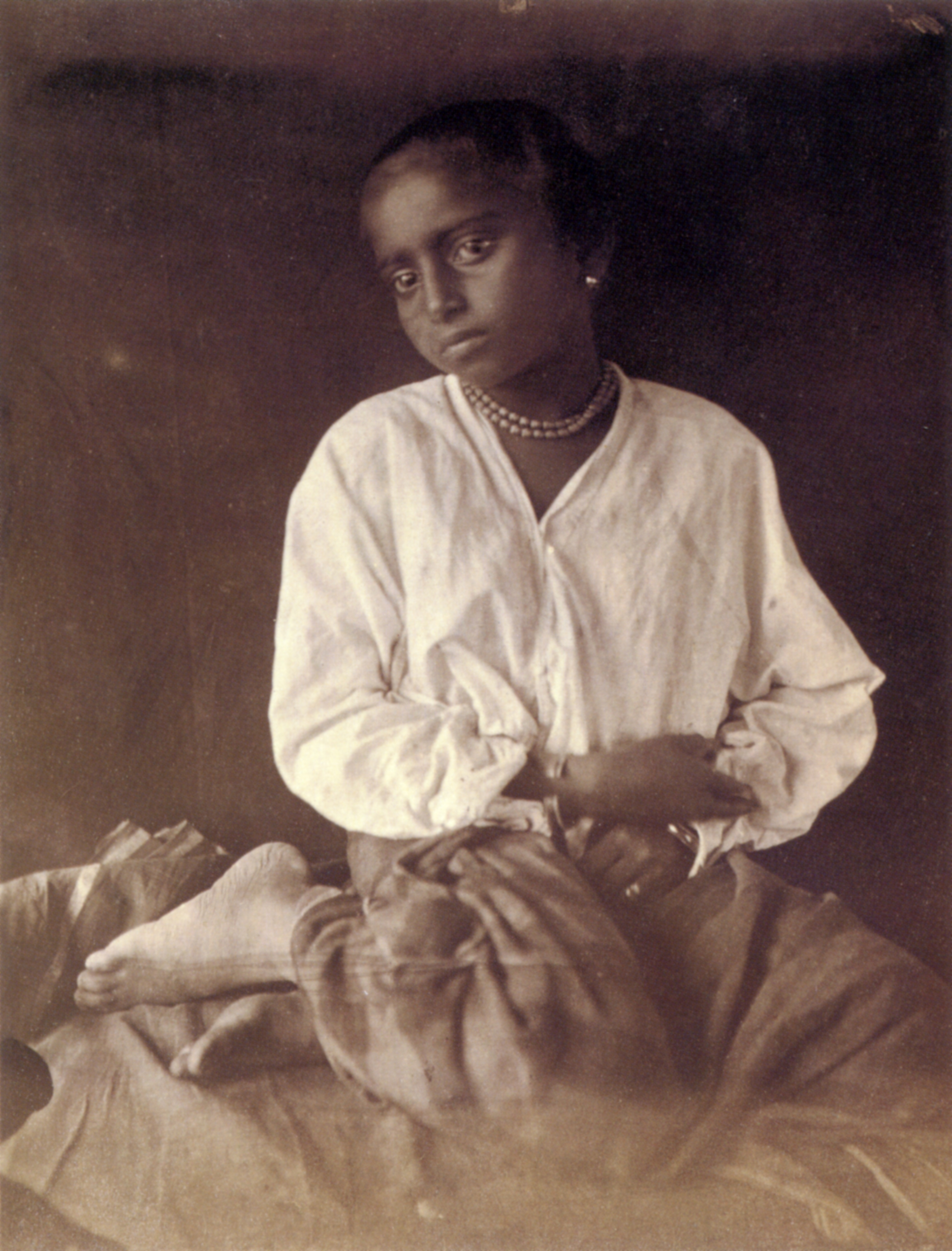
Utan titel, 1875.
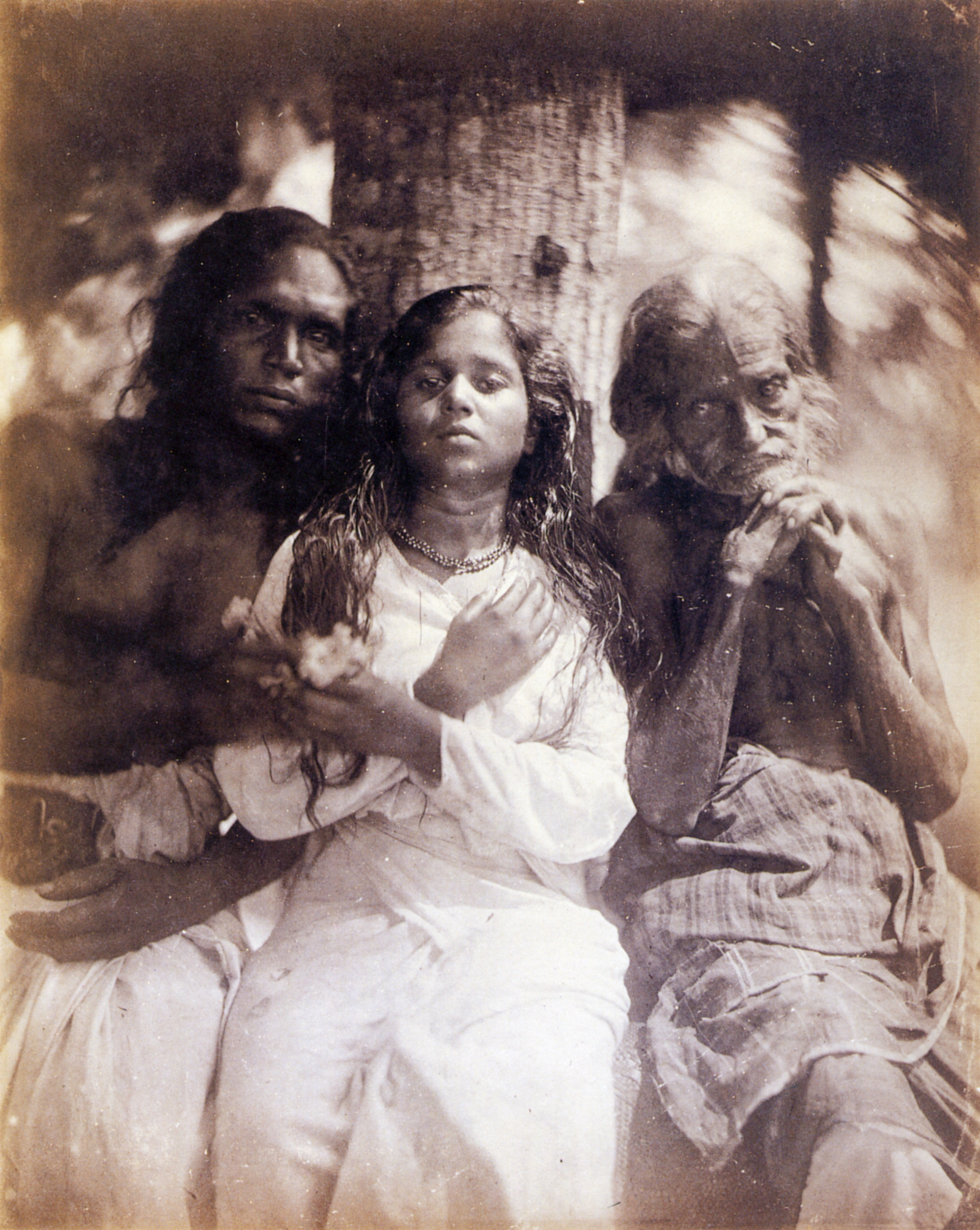
Bönder från Kalutara, 1878.

## Originalcitat
1. ↑  "I longed to arrest all the beauty that came before me and at length the longing has been satisfied."